# Bitwa pod Buxar
Bitwa pod Buxar – starcie zbrojne, które miało miejsce 22 października 1764 roku pomiędzy siłami zbrojnymi Brytyjskiej Kompanii Wschodnioindyjskiej z jednej strony a połączonymi armiami Mir Kasima, Nawaba Bengalu, Suja-ud-Daula, Nawaba Awadhu i Alamgira II cesarza Mogołów. Bitwa odbyła się w okolicy miasta Buxar (obecnie w Biharze) położonego na brzegu Gangesu. Było to decydujące zwycięstwo Brytyjskiej Kompanii Wschodnioindyjskiej.
Efektem bitwy było narzucenie „prawa Diwani”, które oddawało Kompanii administrację, sprawy podatkowe oraz zarządzanie dochodami na wielkich obszarach, które obecnie stanowią indyjskie stany Bengal Zachodni, Bihar, Jharkhand i Uttar Pradesh, jak i terytorium Bangladeszu. Bitwa pod Buxar zwiastowała ustanowienie rządów Brytyjskiej Kompanii Wschodnioindyjskiej we wschodniej części Subkontynentu Indyjskiego.